# La velada (Rafael)
Dama velada o La velada (en italiano Donna velata), es uno de los más célebres retratos del pintor italiano renacentista Rafael Sanzio.
Ejecutada hacia 1515, la obra muestra el pleno dominio del color y de la luz que Rafael había obtenido apenas cumplidos los treinta años. En este periodo Rafael evita en los retratos los fuertes contrastes cromáticos para profundizar en los medios tonos y en la sutileza de las gamas oscuras. Es la luz la que cobra protagonismo y, reflejada en los tejidos de los personajes, ilumina y vivifica las composiciones. Ya en el retrato de Baltasar de Castiglione, pintado prácticamente al tiempo que la Velada, había dejado una nota única de color: los ojos azules del autor de El Cortesano. Con este cuadro comparte rasgos estilísticos, como la mencionada austeridad del colorido, un encuadre más cercano de lo habitual con las manos recortadas y una mirada de frente hacia el espectador que coloca en igualdad al retratado.
Existe un contraste notable entre la serenidad del resotro y las agitadas ondulaciones de los ropajes, aplicados con gruesas pinceladas para destacar la incidencia de la luz en las telas con relación a la suavidad de las carnaciones.
La mujer de la pintura aparece en otro retrato, La Fornarina, y fue tradicionalmente identificada como la fornarina (hija del panadero) Margherita Luti, amante de  Rafael; sin embargo esta identificación no ha podido ser demostrada.